# منطقة النجاة (فلم)
منطقة النَّجَاة (بالإنجليزية: Survival Zone) هو فيلم جنوب أفريقي صدر عام 1983 ويتحدثُ عن نهاية العالم وما بعدها. الفيلم من إخراج بيرسيفال روبنز ومن بطولة غاري لوكوود، كاميلا سبارف، مورغان ستيفنز وزولي ماركي.

## القصّة
بحلول العام 1989، ينهارُ العالم خلال حرب نووية ويتوجَّبُ على الناجين القليلين بذل قصارى جهدهم. يُدير بِنْ فَابْرْ مزرعة عائلية وهو معزول عن الأحداث العالمية، حيثُ يعيش حياة سعيدة إلى حدٍ ما إلى أن تُحاصرهم عصابة على دراجات نارية وتبدأُ في أكل لحوم البشر حيث تقتاتُ على الرجال وتتكاثر مع النساء. تضطر الأسرة إلى حماية نفسها بالأسلحة الموجودة في المنزل وتخوضُ حربًا ضروس مع المهاجمين الوحشيين.

## طاقم التمثيل
- جاري لوكوود في دور بن فابر
- كاميلا سبارف في دور لوسي فابر
- مورجان ستيفنز في دور آدم سترونج
- زولي ماركي في دور راشيل فابر
- إيان ستيدمان في دور بيجمان بيجمان

## خلفية
منطقة النجاة هو فيلم درجة ثانية منخفض الميزانية مستوحى من الفيلم الأسترالي ماد ماكس 2. سيناريو الفيلم والإخراج والإنتاج من بيرسيفال روبنز بمساعدةٍ من كاتب السيناريو إريك براون.